# Райзер, Ханс
Ханс Томас Райзер (англ. Hans Thomas Reiser, 1963, США) — американский программист, специализирующийся на операционных системах и файловых системах. Осуждён за убийство своей жены Нины Райзер.

## Биография
Ханс Томас Райзер родился в семье Рамона Райзера и Беверли Палмер в 1963 году. Он вырос в Калифорнии, в 14 лет бросил среднюю школу, будучи несогласным с навязываемой системой школьного образования. В 15 лет Ханс был принят в Калифорнийский университет в Беркли, где получил степень бакалавра гуманитарных и математических наук (с уклоном в математику, физику и другие родственные науки), но впоследствии бросил дальнейшее образование. Некоторое время Райзер работал техническим писателем, затем работал в компании Microsoft, обучая технических писателей пользоваться компьютерами.
В 1994 году он начал разрабатывать свою файловую систему для Linux, получившую впоследствии название ReiserFS. В 1997 году возглавил фирму Namesys, которая была первоначально направлена на создание и поддержку файловых систем ReiserFS и Reiser4. Для работы в Namesys Райзер нанял группу программистов в России. Namesys также занималась поддержкой других решений на базе Linux. В 1998 году познакомился через брачное агентство с Ниной Шарановой, а в 1999 женился на ней. У них родились двое детей.

### Исчезновение жены и арест
Ханс находился в процессе развода со своей женой Ниной Райзер, акушером-гинекологом родом из Санкт-Петербурга. Дети были одним из главных аргументов Нины Райзер в деле о разводе: она обвиняла Ханса в трудоголизме и в том, что он пренебрегает детьми. Перед этим Райзер отказывается вернуть 86 тысяч долларов, занятые у друга своего детства Шона Стерджена. Ханс Райзер ревнует Нину к Стерджену и выдвигает встречный иск. Райзер боится, что Нина встречается со Стердженом и что они занимаются садомазохизмом (Шон Стерджен был мазохистом до начала 2002 года — момента, когда он стал ходить в церковь и решил покончить с садомазохистскими вечеринками). В своих показаниях суду Райзер обвиняет её в том, что её соблазнил «похотливый, татуированный, наркозависимый, садомазохистский сутенёр/шлюха» с многочисленными расстройствами личности, а Нину — в том, что она становится все более психически неуравновешенна и что от неё надо изолировать детей. В декабре 2004 года Райзер получил временное судебное решение, запрещавшее ему приближаться к Нине, после того, как однажды он её толкнул. Во время бракоразводного процесса он был убеждён, что поступает правильно, когда играет со своим 4-летним сыном в жестокие компьютерные игры наподобие «Battlefield Vietnam» с натуралистическими сценами гибели людей, захлёбывающихся своей кровью и сжигаемых напалмом. «Ханс глубоко и совершенно необоснованно убеждён в том, что детям любого возраста полезно показывать жестокие видеоигры и фильмы», — пишет Нина в своих показаниях для бракоразводного процесса. Райзер пишет, что «процесс превращения мальчиков в мужчин обычно связан с психологическими травмами».
В начале сентября 2006 года пришло сообщение об исчезновении Нины. Последний раз её видели 3 сентября, когда она оставила у Ханса двух их детей. В сентябре и октябре полиция проводила обыски в доме Ханса в Окленде, Калифорния. Полиция использовала собаку для поиска трупа. Соседи Ханса сообщили, что они видели, как он около получаса смывал что-то с дороги у дома, а позже его старый автомобиль был заменён на автомобиль его матери.
Нина Райзер была единственным опекуном их с Хансом Райзером детей. После её исчезновения Ханс пытался получить право опеки, однако его попытка успехом не увенчалась, полиция Окленда свидетельствовала против него, не представляя никаких доказательств, однако говоря о наличии проблем между Хансом, его женой и детьми.
Полиция Окленда задержала Ханса в сентябре 2006 года и взяла пробы ДНК. 10 октября, после второго обыска дома Ханса Райзера, в процессе которого полиция и ФБР нашли дополнительные улики, Ханс Томас Райзер был арестован по обвинению в убийстве своей жены (именно после второго обыска полиция стала рассматривать исчезновение Нины как убийство).
11 октября в официальном заявлении полиции Окленда было сказано, что в доме и машине Ханса были обнаружены следы крови. Тесты ДНК показали, что кровь принадлежала Нине Райзер. Также было объявлено, что в доме Ханса были найдены книги по расследованиям убийств, купленные Хансом Райзером через пять дней (то есть 10 сентября) после исчезновения жены.

### Предварительные слушания
В команду защитников Ханса Райзера вошел известный адвокат Даниэль Хоровиц. В четверг, 12 октября 2006 года, Ханс Райзер предстал перед судом и был арестован без права освобождения под залог до 28 ноября 2006 года. 28 ноября Ханс Райзер заявил на судебном слушании о своей невиновности. Даниэль Хоровиц оставил дело Райзера, так как тот не мог оплатить его услуги.
9 марта 2007 года судья Джулия Конжер объявила решение, вынесенное по результатам предварительных слушаний, проходивших в декабре-январе. Ханс Райзер должен будет предстать перед судом по обвинению в убийстве. Судья заявила, что окружной прокурор предоставил достаточно доказательств, чтобы понять, что было совершено преступление и Райзер был как-то в него вовлечён.

### Суд
Суд несколько раз откладывался по различным причинам: занятости адвоката Райзера в другом деле об убийстве; времени, нужного для подбора присяжных — и в итоге начался 5 ноября 2007 года. Со стороны обвинения на суде выступал прокурор Пол Хора (Paul Hora), Райзера защищал адвокат Вильям Дюбуа (William Dubois). 28 апреля 2008 года после суда, тянувшегося около полугода, присяжные признали Райзера виновным в убийстве первой степени, что означает, что он может быть приговорён к пожизненному заключению. 13 августа 2008 вынесение приговора было отложено на две недели и назначено на 29 августа.

#### Приговор
6 июня 2008 года в суде округа Аламида прокурор Томас Орлов заявил, что Райзер может получить смягчение наказания в обмен на раскрытие следствию местонахождения тела Нины Райзер. 7 июля 2008 года Ханс Райзер привёл полицию к останкам Нины.
29 августа 2008 года Ханс Райзер, в апреле приговорённый к пожизненному заключению за убийство первой степени, получил от судьи Ларри Гудмана смягчение приговора в формулировке «от 15 лет до пожизненного заключения за убийство второй степени» (без отягчающих обстоятельств). Положения сделки предусматривают полный отказ обвиняемого от подачи апелляций на решение суда.
В своём заключительном слове Ханс попросил прощения за то, что он сделал, и принёс свои извинения матери Нины и бывшему ухажёру Нины Энтони Зографосу. «Жизнь каждого человека священна. Я отнял чужую жизнь и очень об этом сожалею» — сказал он. Он также выразил своё восхищение полиции и окружному прокурору за их работу и преданность делу.

## Реакция интернет-сообщества и судьбаReiserFS
Вслед за арестом Ханса некоторые люди в сообществе открытого и свободного программного обеспечения выразили озабоченность будущим файловой системы ReiserFS. Например, ветка обсуждения ареста Ханса на сайте Slashdot разрослась до 1600 комментариев, значительная часть которых посвящена будущему файловой системы. Однако сотрудники компании Namesys утверждают, что они продолжат работу и что арест Ханса Райзера не замедлит разработку в ближайшем будущем. Они говорят, что на случай того, что судебное разбирательство займёт много времени, они разыскивают возможные решения, которые обеспечат продолжение работы компании Namesys и в будущем. Поэтому, а также для того, чтобы оплатить всё возрастающие расходы на адвокатов, 21 декабря 2006 года было объявлено, что Ханс Райзер собирается продать свою компанию. В январе 2008 года компания прекратила свою активность, но не была продана.
По утверждению Эдуарда Шишкина, ставшего основным разработчиком ReiserFS в отсутствие Райзера, к апрелю 2009 года почти все претензии разработчиков ядра были устранены и он готовит публикацию документации по Reiser4 для независимой оценки. Планировался доклад на конференции USENIX Annual в июне 2010 года.
ReiserFS на момент 2022 года поддерживается в ядре Linux без поддержки квот. С начала 2022 идет дискуссия по удалению поддержки системы из ядра из-за недостатка поддержки и таких нерешенных технических проблем, как проблема 2038 года.

## Жизнь в заключении
По словам бывшего сотрудника компании Namesys, Ханс Райзер не унывает: «он полностью отошёл от информационных технологий, хотя и пытается оказывать посильную помощь, но для полноценного участия нужен компьютер, который ему иметь не положено. А так как Ханс не может сидеть без дела, то он обложился книжками и принялся за своё старое увлечение — физику. Вот, нашёл какие-то нестыковки в специальной теории относительности, просит найти российского учёного, который бы отрецензировал его новую статью. С интересом следил за инициативами министра Андрея Фурсенко, который, по его мнению, пытался возродить былой престиж советской науки и образования. Верит, что в его проекте найдётся место и иностранцам, и говорит, что вообще готов перебраться в Россию и выучить, наконец, русский язык».
В июле 2012 года суд обязал Ханса Райзера выплатить за смерть Нины Райзер 60 миллионов долларов в деле его детей против него. Райзер выступал самостоятельно во время судебного разбирательства и пытался утверждать, что он убил свою жену, чтобы защитить своих детей.
В 2020 году Райзер подавал прошение на освобождение под залог, в котором ему было отказано до марта 2023 года .

## В СМИ
Дело об убийстве было освещено в множестве документальных телефильмов:
- Сериал 48 Hours Mystery, эпизод «Betrayal» (29.12.2008)[17]
- Сериал Dominick Dunne’s Power, Privilege, and Justice, эпизод «Programmed for Murder» (28.08.2009)[18]
- Сериал Behind Mansion Walls, эпизод «Sex, Money, Death» (21.06.2012)
- Сериал Final Witness, эпизод «What the Boy Saw» (8.08.2012)[19]
- Сериал 20/20 on ID, эпизод «What Happened to Nina Reiser?» (19.05.2014)[20]
- Мемуары журналиста Стивена Эллиота «Аддеролловые дневники» (англ. The Adderall Diaries) (2009) рассказывают, в том числе, историю расследования «дела Райзера» Эллиотом. Книга экранизирована в 2016 под названием The Adderall Diaries, Рейзера играет Кристиан Слейтер.
- Канал RTL Crime, эпизод «Hans Reiser: Mord an der Ehefrau» («Ханс Райзер: Убийство жены»), 30 минут, 26.05.2023[21]